# Johnny Coulon
Johnny Coulon est un boxeur canadien né le 12 février 1889 à Toronto, Ontario, et mort le 29 octobre 1973.

## Carrière
Il devient champion du monde des poids coqs après sa victoire aux points en 20 rounds contre Frankie Conley le 26 février 1911. Coulon conserve treize fois son titre les trois années suivantes avant d'être battu le 9 juin 1914 par Kid Williams (défaite par KO au 3e round).

## Distinction
- Johnny Coulon est membre de l'International Boxing Hall of Fame depuis 1999[1].

## Référence
1. ↑  (en) Biographie de Johnny Coulon sur le site de l'International Boxing Hall Of Fame (ibhof.com)